# Hugh Thaggard
Hugh Thaggard, né en 1925, est un athlète et homme politique fidjien.

## Biographie
Coureur principalement de demi-fond, il est champion du Queensland du 400 mètres en 1959, bien qu'étant fidjien. Il devient ensuite entraîneur d'autres athlètes fidjiens dans les années 1970, notamment le coureur olympique Tony Moore (en),,. Dans le même temps, il est éleveur bovin.
Membre du parti de l'Alliance, maire de la ville de Savusavu dans les années 1970, il est l'unique candidat dans la circonscription Nord-et-Est réservée aux « électeurs généraux » (les citoyens issus de petites minorités ethniques, tels que les Euro-Fidjiens) aux élections législatives de mars et de septembre 1977, et entre ainsi à la Chambre des représentants comme député d'arrière-ban de la majorité parlementaire. Face à deux adversaires pour les élections de 1982, il obtient 74,7 % des voix et conserve son siège. Le parti choisit Leo Smith comme candidat dans sa circonscription pour les élections de 1987, et Hugh Thaggard envisage de se présenter contre lui comme candidat indépendant, avant de se retirer,,,.